# 2013年紐約華裔滅門案
2013年10月26日，兇手陈闽东在他表哥卓仪林在紐約布魯克林家中制造了一起滅門案。

## 案情
陈闽东在2004年非法移民到美國及住在表哥的家中。2013年10月26日，他用一把刀在布魯克林家中殺害了37歲的表嫂李巧珍和她們的四名子女9歲的琳達·卓（Linda Zhuo），7歲的埃米·卓（Amy Zhuo），5歲的凱文·卓（Kevin Zhuo）和1歲的威廉·卓（William Zhuo），五人均頸部中刀而身亡。陈闽东在案發現場被捕，而表哥則剛好外出工作而逃過一劫。

## 動機
陈闽东曾在芝加哥、佛羅里達州居住，案發前約一星期在搬到紐約寄在表哥家中。他是非法移民，案發時並沒有工作，16歲時便從福建省抵達美國，並在一家中國餐館工作以償付非法移民的7萬美元債務。他在2007年申請政治庇護，但因證供作假而被拒，2013年6月最終上訴失敗。
他在美國生活不如意，且多次被辭退，加上不諳英語，難以找到工作。他表示抵達美國後，似乎「每個人似乎都過得比他好」，因而產生殺機。他作供時坦承嫉妒表哥一家人太幸福，擁有的比他多。

## 被捕及判刑
陈闽东被捕後，向警方招供及承認所有罪行。他只能說基本英語，在庭上需透過傳譯作供，最終他承認三項二級謀殺和兩項一級誤殺控罪，判監125年。